# Rysk ortodoxi
Rysk ortodoxi (ryska: Русское православие; translitteration: Russkoje pravoslavije; kyrkslaviska: Рꙋсское правосла́вїе) är en samling av flera kyrkosamfund inom den östliga ortodoxa kristendomens större gemenskap, vars liturgi är eller traditionellt sett genomförs eller genomfördes på kyrkslaviska. 
De flesta kyrkor inom den ryska ortodoxin tillhör den östortodoxa kommunionen (se ''Kyrkor'' nedan).

## Ursprung och historia
Historiskt sett har termen "grekisk-ortodox" använts för att beskriva alla östortodoxa kyrkor, eftersom termen "grekisk" kan hänvisa till det bysantinska rikets arv.
Med tiden kommer Konstantinopels ekumeniska patriarkat att förlora en betydande del av sin auktoritet bland ortodoxa kristna efter föreningen med Rom 1439.
I december 1448 förklarade den rysk-ortodoxa kyrkan de facto sin autokefali genom att insätta en rysk biskop vid namn Jonas, som metropolit av Kiev och hela Ryssland utan godkännande av patriark Gregorius III av Konstantinopel.
Efter Konstantinopels fall och schismen mellan den östortodoxa och romersk-katolska kyrkan kommer interna problem om den ryska kyrkans status att resultera i en splittring mellan grekiska och ryska troende inom östortodoxin.
Senare ansåg härskarna i Moskva i Ryssland att centrumet för den östortodoxa kyrkan borde vara i Moskva och att patriarken i Moskva skulle därmed vara kyrkans överhuvud.

## Kyrkor

### Tillhörande den östortodoxa kommunionen
- Autokefala kyrkor:
  - Tjeckiska och slovakiska ortodoxa kyrkan
  - Ortodoxa kyrkan i Amerika (utom rumänska, bulgariska och albanska etniska stift)
  - Polsk-ortodoxa kyrkanRyska federationens väpnade styrkors huvudkatedral i Kubinka, Ryssland tillhörande den Rysk-ortodoxa kyrkan.
  - Rysk-ortodoxa kyrkan

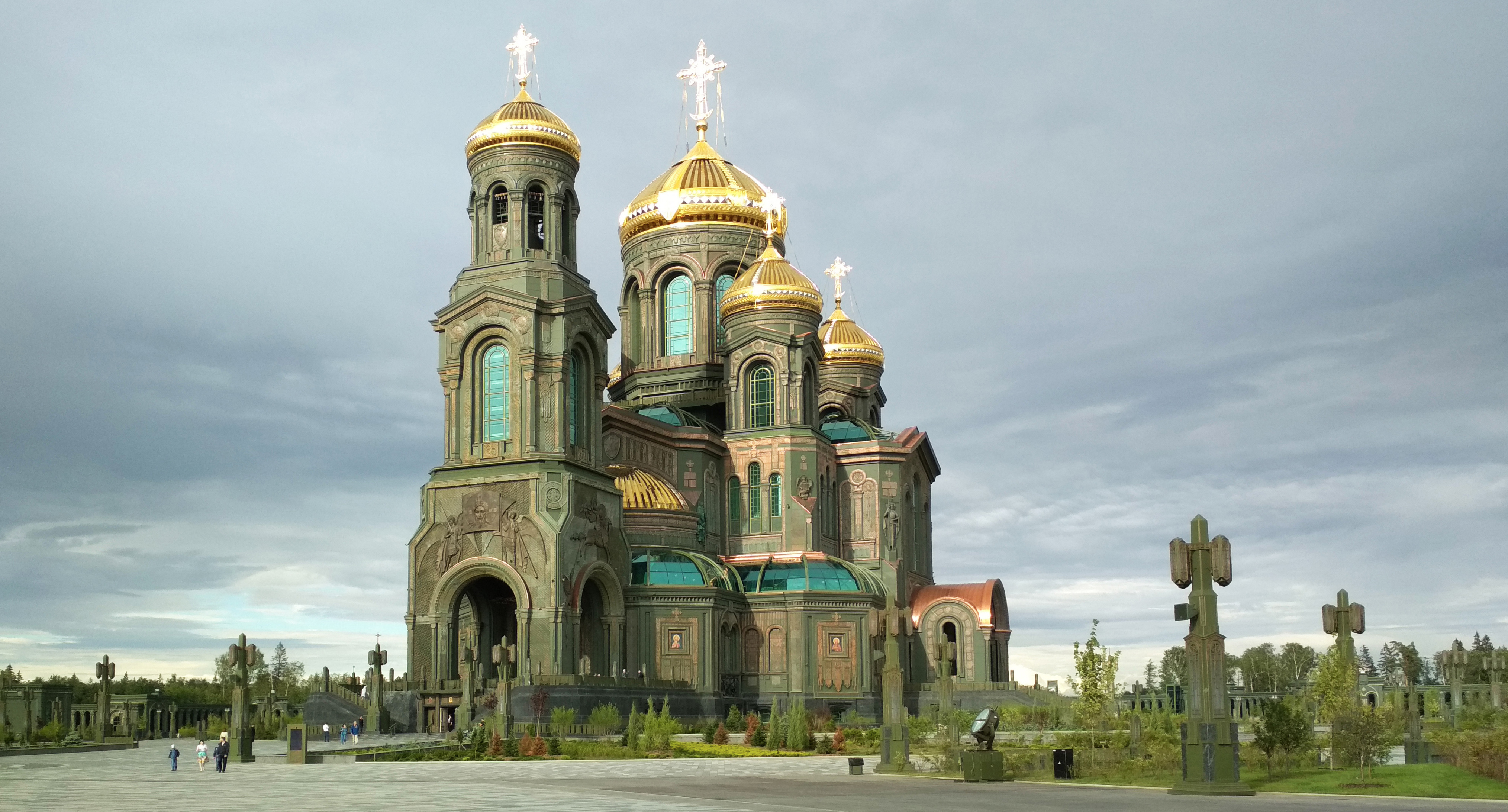
Ryska federationens väpnade styrkors huvudkatedral i Kubinka, Ryssland tillhörande den Rysk-ortodoxa kyrkan.

    - Kyrkor som tillhör den rysk-ortodoxa kyrkan:
      - Autonoma kyrkor (erkända):
        - Belarusisk-ortodoxa kyrkan
        - Lettisk-ortodoxa kyrkan
        - Rysk-ortodoxa kyrkan utanför Ryssland

      - Autonoma kyrkor (halvt erkända):
        - Estlands ortodoxa kyrka (Moskvapatriarkatet)
        - Moldavisk-ortodoxa kyrkan
        - Kinesisk-ortodoxa kyrkan
        - Japansk-ortodoxa kyrkan

      - Exarkat:
        - Rysk-ortodoxa ärkestiftet i Västeuropa
        - Patriarkaliska exarkatet i Västeuropa
        - Patriarkaliska exarkatet i Sydostasien
        - Rysk-ortodoxa kyrkan i Finland
        - Rysk-ortodoxa patriarkala församlingar i USA
- Kyrkor under patriarkatet i Konstantinopels jurisdiktion (som i sig inte är en del av rysk ortodoxi):
  - Autonoma kyrkor (erkända):
    - Ortodoxa kyrkan i Finland

  - Autonoma kyrkor (halvt erkända):
    - Estlands apostoliska ortodoxa kyrka

  - Exarkat:
    - Amerikanska Karpato-rysk-ortodoxa stiftet
- Kyrkor med odefinierad status:
  - Ortodoxa kyrkan i Ukraina

### Utanför den östortodoxa kommunionen

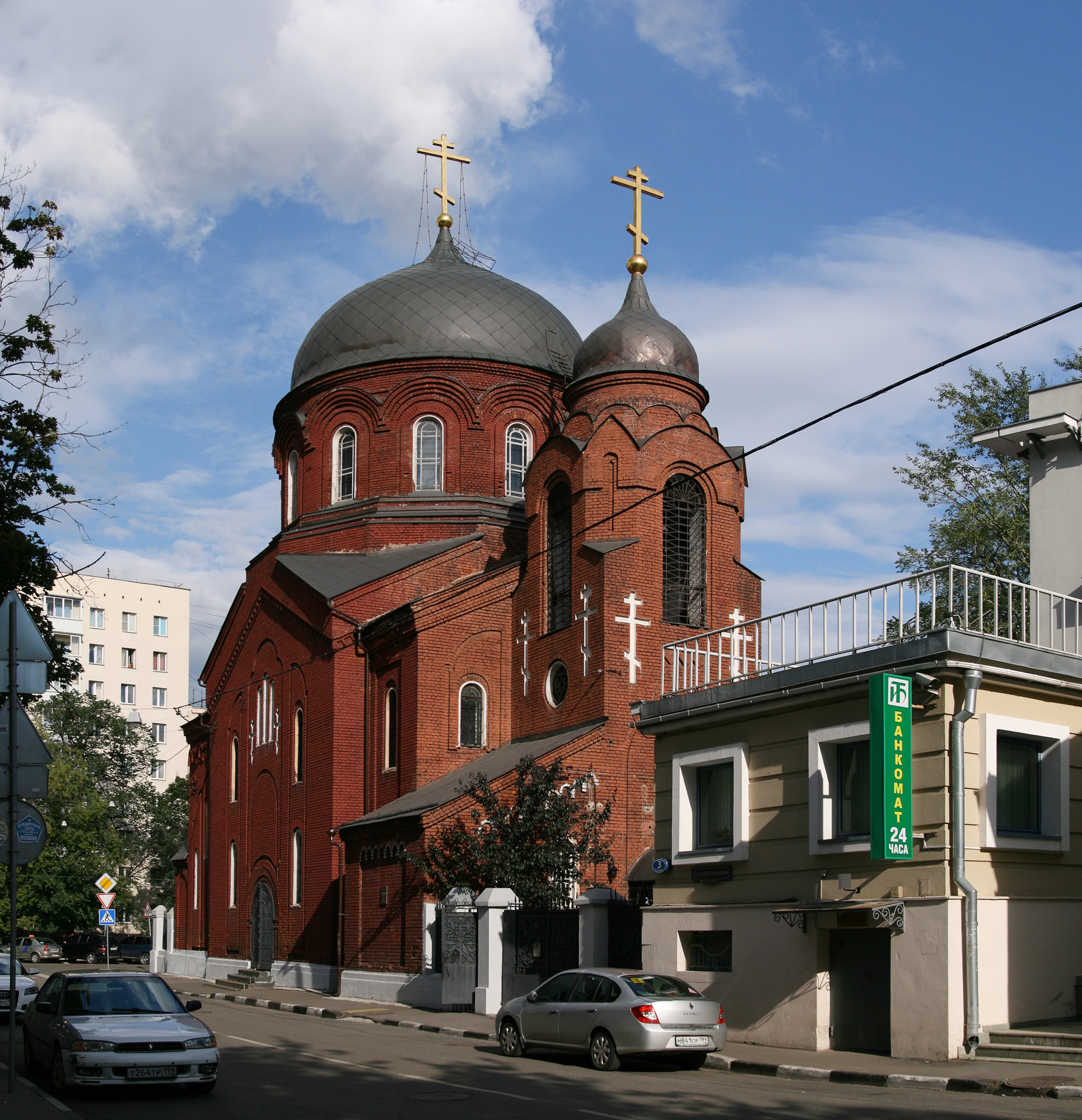
Förbönskatedralen i Moskva, Ryssland tillhörande den Ryska gammal-ortodox kyrkan.

- Icke-kanoniska kyrkoorgan, schism från den rysk-ortodoxa kyrkan och dess autonoma kyrkor:
  - Amerikanska ortodoxa katolska kyrkan (nedlagd)
  - Belarusiska autokefala ortodoxa kyrkan
  - Gammaltroende
    - Bespopovtsyj
      - Pomortsier

    - Popovtsy
      - Belokrinitskaja hierarki
        - Rysk-ortodoxa gammalrituella kyrkan
        - Ortodoxa gammalrituella kyrkan

      - Ryska gammal-ortodoxa kyrkan
      - Edinoverie

  - Ryska sanna-ortodoxa kyrkan
  - Rysk-ortodoxa autonoma kyrkan